# Bogoslovje stvarjenja
Bogoslovje stvarjenja (angleško Theology of creationism and evolution  tj. Bogoslovje stvarjenja in razvoja) je del splošnega bogoslovja. Ukvarja se z vprašanji nastanka sveta v celoti,  z vprašanji smisla obstoja vesolja, z vprašanji zla in trpljenja na svetu, greha in posledic, ki jih ima greh na svetu. Posebno pozornost namenja vprašanju nastanku človeka in nastanku človeškega življenja ter vsemu, kar je v zvezi s človekom. 
Obenem preučuje odnos med stvarjenjem in razvojem oziroma evolucijo glede na vesolje, življenje živih bitij, a posebno človeka 